# Miran Kristovič
Miran Kristovič, slovenski častnik.
Podpolkovnik Kristovič je visoki pripadnik SV.

## Vojaška kariera
- poveljnik 182. pehotni bataljon SV (2002)

## Odlikovanja in priznanja
- medalja generala Franca Rozmana Staneta: 7. oktober 2011[2]